# Steve Finnan
Stephen John "Steve" Finnan (Limerick, 24 de abril de 1976) é um ex-futebolista irlandês que atuava como lateral-direito.
Finnan nasceu em Limerick, na Irlanda e se mudou ainda jovem para Chelmsford, na Inglaterra. Ele começou sua carreira nas divisões de base do Wimbledon, mas ele foi para o Welling United, um clube sem liga, após ser dispensado aos dezesseis anos. O jogador só começou sua carreia profissional em 1995, quando foi contratado pelo Birmingham City por 100 mil libras.

## Títulos
Notts County
- Football League Third Division: 1997–1998

Fulham
- Football League Second Division: 1998–1999
- Football League First Division: 2000–2001
- Copa Intertoto da UEFA: 2002

Liverpool
- Liga dos Campeões da UEFA: 2004–05
- Supercopa da UEFA: 2005
- FA Cup: 2005–06
- FA Community Shield: 2006